# 藝西村
藝西村（日语：／ Geisei mura */?）是位於日本高知縣東部的村，隸屬於安藝郡。北邊為海拔300至600公尺的四國山地的山岳，東西兩邊皆為台地，南邊面向土佐灣，和食川流經城鎮中心並往南注入土佐灣。境內約74%的面積被山林覆蓋，人口主要集中在沿海地區。當地以第一級與第三級產業為主。

## 地理
藝西村東邊為手節山台地，西邊為八流台地，赤野川流經村內的東部地區，並在安藝市注入土佐灣。當地的海岸線由100至200公尺寬的沙丘形成，和食川與長谷川攜帶的泥沙在沙丘後方堆積，形成排水性差且容易受洪水氾濫影響的平原地形。

### 氣候
藝西村夏季炎熱潮濕，冬季因受到四國山地阻擋北風以及太平洋的黑潮暖流影響，氣候較溫和且極少下雪。當地年均溫為17.2度，年均日照時數為2172.6小時，1981年至2010年的年均降雨量則為1965毫米。

## 人口
| 藝西村人口分布圖 |                                               |  |
| 藝西村與日本全國年齡別人口分布比較圖 （2005年資料） | 藝西村的年齡、男女別人口分布圖 （2005年資料） |  |
| ■紫色是藝西村 ■綠色是全国 | ■藍色是男性 ■紅色是女性                       |  |
| 藝西村人口變化 \| 1970年 \| 4,601人 \| \| \| 1975年 \| 4,530人 \| \| \| 1980年 \| 4,653人 \| \| \| 1985年 \| 4,739人 \| \| \| 1990年 \| 4,539人 \| \| \| 1995年 \| 4,383人 \| \| \| 2000年 \| 4,366人 \| \| \| 2005年 \| 4,208人 \| \| \| 2010年 \| 4,048人 \| \| \| 2015年 \| 3,858人 \| \| \| 2020年 \| 3,694人 \| \| |                                               |  |
| 資料來源：日本總務省統計中心提供之人口普查數據 |                                               |  |
| 1970年 | 4,601人                                       |  |
| 1975年 | 4,530人                                       |  |
| 1980年 | 4,653人                                       |  |
| 1985年 | 4,739人                                       |  |
| 1990年 | 4,539人                                       |  |
| 1995年 | 4,383人                                       |  |
| 2000年 | 4,366人                                       |  |
| 2005年 | 4,208人                                       |  |
| 2010年 | 4,048人                                       |  |
| 2015年 | 3,858人                                       |  |
| 2020年 | 3,694人                                       |  |

## 歷史
第一任村長岡村雅夫自1946年起開始擔任舊西分村的官派村長開始，歷經官派、民選，連任12次，共當了13屆村長（其中包括10次無投票當選），直到1996年還剩兩年任期時主動辭職，總共擔任了50年的村長，為日本連任最多次的地方政府首長。

### 年表
- 1889年4月1日：實施町村制，現在的轄區在當時分屬
  - 安藝郡：和食村、馬之上村、西分村。
  - 香美郡：東川村。
- 1954年7月20日：和食村、西分村和馬之上村合併為藝西村。[5]
- 1955年4月1日：東川村的部份地區被併入藝西村，其於地區合併為香我美町（現已合併為香南市）。

### 變遷表
| 1889年4月1日 | 1889年 - 1926年 | 1926年 - 1954年      | 1955年 - 1989年             | 1989年 - 現在             | 現在                      |
| ------------ | --------------- | -------------------- | --------------------------- | ------------------------- | ------------------------- |
| 和食村       | 和食村          | 1954年7月20日 藝西村 | 1954年7月20日 藝西村        | 藝西村                    | 藝西村                    |
| 馬之上村     |                 | 1954年7月20日 藝西村 | 1954年7月20日 藝西村        | 藝西村                    | 藝西村                    |
| 西分村       |                 | 1954年7月20日 藝西村 | 1954年7月20日 藝西村        | 藝西村                    | 藝西村                    |
| 東川村       | 東川村          | 東川村               | 1955年4月1日 併入藝西村     | 藝西村                    | 藝西村                    |
| 東川村       | 東川村          | 東川村               | 1955年4月1日 合併為香我美町 | 2006年3月1日 合併為香南市 | 2006年3月1日 合併為香南市 |

## 交通

### 鐵路
- 土佐黑潮鐵道
  - 阿佐線：西分車站 - 和食車站

|  |  |

## 觀光資源
- 琴濱（白砂青松）
- 藝西村筒井美術館（以芸西村出身之畫家筒井廣道作品為主要展示）

## 外部連結
- （日語） 藝西村的家
- （日語） 藝西商工會 （页面存档备份，存于）